# Ottorino Barassi
Pour les articles homonymes, voir Barassi.
Ottorino Barassi (né le 5 octobre 1898 à Naples et mort le 24 novembre 1971 à Rome) est un dirigeant italien  de football.

## Biographie
La première action de sa carrière est l'organisation de la Coupe du monde de football de 1934, jouée dans son Italie natale.
L'Italie remporte l'édition de 1938 et obtient, conformément au règlement de l'époque, le droit de garder le trophée pendant quatre ans. Durant la Seconde Guerre mondiale, qui a conduit à une interruption de la Coupe du monde pendant douze ans, il prend la possession du trophée Jules Rimet en 1942, et ce jusqu'à la Coupe du monde de football de 1950. En effet, il retire secrètement le trophée d'une banque de Rome (l'Équipe d'Italie de football étant championne en titre), et le garde dans une boîte à chaussures sous son lit afin que les troupes occupantes nazies ne s'en emparent pas,,. Alors que le régime italien s'écroule, Adolf Hitler donne l'ordre en 1944 de récupérer le trophée mais les soldats allemands investissent plusieurs fois son domicile, sans succès. Ottorino Barassi le ramène en héros au Brésil en 1950.
Durant cette période, il est aussi commissaire de la Fédération d'Italie de football de 1944 à 1946, avant d'être promu président de la Fédération. Il poursuit son mandat jusqu'en 1958,.
La FIFA demande son aide pour l'organisation au Brésil de la Coupe du monde de football de 1950.
Il est membre du Comité exécutif de la Fédération internationale de football de 1952 jusqu'à sa mort en 1971. En tant que membre de ce comité, il participe à la fondation de l'UEFA au début des années 1950. Il est aussi à l'origine de la création de la Coupe des villes de foires.